# Апалачикола
Апалачикола (енгл. Apalachicola River) је река која протиче кроз САД. Дуга је 269 km. Протиче кроз америчку савезну државу Флорида. Улива се у Мексички залив.